# MathWorld
MathWorld — це онлайн-довідник з математики, створений і в основному написаний Еріком В. Вайсштайном.   Він спонсорується та ліцензується Wolfram Research, Inc. і частково фінансується грантом Національної наукової цифрової бібліотеки Національного наукового фонду для Університету Іллінойсу в Урбана-Шампейн. 

## Історія
Ерік В. Вайсштайн, творець сайту, був студентом фізики та астрономії, який увійшов у звичку писати примітки до своїх математичних читань. У 1995 році він виклав свої нотатки в Інтернет і назвав їх «Скарбницею математики Еріка». Він містив сотні сторінок/статей, що охоплювали широкий спектр математичних тем. Сайт став популярним як обширний єдиний ресурс з математики в Інтернеті. У 1998 році він уклав контракт із CRC Press, і вміст сайту було опубліковано у друкованому вигляді та на компакт-диску під назвою «CRC Concise Encyclopedia of Mathematics». Безкоштовна онлайн-версія стала лише частково доступною для громадськості. У 1999 році Вайштайн пішов працювати на Wolfram Research, Inc. (WRI), і WRI перейменував Math Treasure Trove на MathWorld і розмістив його на веб-сайті компанії. без обмежень доступу.

## Позов CRC
У 2000 році CRC Press подав до суду на Wolfram Research Inc. (WRI), президента WRI Стівена Вольфрама та автора Еріка В. Вайштейна через те, що вони вважали порушенням контракту: вміст MathWorld мав залишатися лише друкованим. Сайт ліквідовано за рішенням суду. 
Пізніше справу було врегульовано в позасудовому порядку, WRI сплатила невизначену суму та дотрималася інших умов. Серед цих умов є включення повідомлення про авторські права внизу веб-сайту та широкі права для CRC Press випускати MathWorld у формі друкованої книги. Після цього сайт знову став доступним для громадськості.
Ця справа викликала хвилю заголовків у колах онлайн-видавництва. Проєкт PlanetMath був результатом недоступності MathWorld. 